# Anita Włodarczyk
Anita Włodarczyk (Rawicz, 1985. augusztus 8. –) olimpiai, világ- és Európa-bajnok lengyel atléta, fő versenyszáma a kalapácsvetés. Ennek a versenyszámnak ő a világcsúcstartója. Włodarczyk az első női kalapácsvető, aki 80 méter fölötti eredményt tudott elérni. Az első női atléta, aki egyéni számban három egymást követő olimpián is győzni tudott.

## Pályafutása
2008-ig a kalapácsvetés mellett diszkoszvetésben is indult versenyeken Lengyelországban, de fő száma a kalapácsvetés lett. Első érmét felnőtt szinten a 2006-os országos bajnokságon szerezte, kalapácsvetésben lett 62,70 méterrel bronzérmes. 2007-ben a lengyel egyetemi bajnokságban második lett, a július 1-jei országos bajnokságon pedig 64,42 méteres dobásával negyedik. Két héttel később a debreceni U23-as Európa-bajnokságon döntőbe jutott, ahol végül 62,11 méteres dobásával kilencedik lett. 2008-ban az országos bajnokságon 71,71 méteres teljesítményével ezüstérmes lett, majd részt vett a pekingi olimpián, ahol negyedik helyezést ért el.
A 2009-es évben teljesítménye tovább javult, már tavasszal egyéni csúcsot, 75,05 métert dobott. Az év során többször megjavította ezt, augusztusban a lengyel bajnokságon 75,74 méterrel nyerte élete első felnőtt bajnoki címét. A világbajnokság előtti utolsó felkészülési versenyen új lengyel rekordot jelentő 77,20 méteres dobást teljesített, ami minden idők negyedik legnagyobbja a női mezőnyben. A berlini világbajnokságra így fő esélyesként érkezett. A selejtezőből másodikként jutott döntőbe, ahol a második kísérletével 77,96 méterrel új világrekordot állított fel. Örömében szeretett volna kifutni a lengyel szurkolókhoz, de megsérült a bal bokája. Emiatt a következő három kört kihagyta, csak az utolsóban állt újra dobókörbe, de kísérlete érvénytelen lett, az aranyérmét azonban nem veszélyeztette más versenyző. Sérülése miatt a szezon hátra lévő részét kihagyta.
2010-ben 78,30 méteres dobásával tovább javított saját világcsúcsán. Néhány nappal később egy edzésen gerincsérülést szenvedett, így a barcelonai Európa-bajnokságon fájdalmakkal is küszködve 73,56 méteres eredménnyel bronzérmes lett. 2011-ben Betty Heidler megdöntötte Włodarczyk világcsúcsát, amely így 79,42 méter lett. A 2011-es világbajnokság előtt újabb sérülést szenvedett, ami miatt hetekig nem tudott edzeni, így az ötödik helyen végzett. Ebben a szezonban csak az országos bajnokságot tudta megnyerni.
2012-ben 74,29 méteres eredménnyel tudta megnyerni a Helsinkiben rendezett Európa-bajnokságot. A londoni olimpián a selejtezőből a legjobb eredménnyel került döntőbe, ahol az orosz Tatyjana Liszenko bő fél méterrel jobbat dobott nála, így ezüstérmet kapott. Az orosz versenyző doppingmintáinak 2016-os ismételt vizsgálata tiltott szereket mutatott ki, emiatt megfosztották aranyérmétől, amit utólag Włodarczyknak adtak.
A moszkvai 2013-as világbajnokságon 78,46 méteres dobással Tatyjana Liszenko mögött második lett, de az ő elért eredményeit a londoni olimpiától számított nyolc évben törölték, így utólag Włodarczyk kapta az aranyérmet.
2014-ben megnyerte a székesfehérvári Gyulai István Memorial atlétikaversenyt. A zürichi Európa-bajnokságon 78,76 méteres dobásával új egyéni csúcsot dobva nyert aranyérmet. Augusztus 31-én egy berlini versenyen elért 79,58 méteres eredménye új világcsúcsot jelentett.
A 2015-ös szezont egy pekingi versennyel kezdett, ahol 77,73 méteres dobással tudott győzni, ez volt addigi pályafutásának legjobb szezonrajtja. Június 27-én Wrocławban 79,83 méteres dobásával győzött. De mivel a versenyt nem hivatalos pályán, hanem az Odera folyó partján rendezték, a Nemzetközi Atlétikai Szövetség nem ismerte el az eredményt világcsúcsnak. Júliusban ismét győzni tudott a Gyulai István Memorialon, majd augusztus 1-jén egy Władysławowoban rendezett versenyen 81,08 méteres eredménnyel új világcsúcsot állított fel. Ezzel ő lett az első női kalapácsvető, aki 80 méter fölötti eredményt tudott elérni. A pekingi világbajnokságon 80,85 méteres dobással győzött.
A 2016-os szezont újra remekül indította, Ostravában nyert meg egy versenyt 78,54 méteres eredménnyel. Júliusban Amszterdamban nyert újabb Európa-bajnoki címet, majd az olimpia előtti utolsó versenyén Székesfehérváron a Gyulai István Memorialon is győzött. Az augusztusi rioi olimpián 82,29 méterrel újabb világcsúcsot dobott. A dobás során Włodarczyk példaképe, a 2000-ben olimpiai bajnok, 2009-ben elhunyt Kamila Skolimowska kesztyűjét viselte. Az ezüstérmes kínai Csang Ven-hsziu (Zhang Wenxiu)t több mint öt és fél méterrel előzte meg. Néhány nappal később Varsóban 82,98 méteres dobással újabb világcsúcsot ért el. Az év végén Andrzej Duda köztársasági elnök a Lengyelország Újjászületése érdemrend tiszti keresztjével tüntette ki.
A 2017-es szezon kezdete volt pályafutása legerősebbje, májusban Dohában 79,73 méteres eredménnyel indította az évet. Ismét győzött a Gyulai István Memorialon, majd a világbajnokság előtt Władysławowo 82,87 méteres dobásával megközelítette világcsúcsát. A 2017-es londoni világbajnokságon megszerezte negyedik világbajnoki címét 77,90 méteres teljesítménnyel.
2014 júliusától kezdve minden versenyt megnyert, amin elindult egészen a 2018-as szezon első versenyéig amikor Németországban, Halle an der Saaléban 65,75 méterrel mindössze kilencedik lett. A folytatásban formába tudott lendülni, többször megközelítette a 80 métert is. A berlini Európa-bajnokságon 78,94 méteres dobással lett negyedszer is Európa-bajnok.
A 2019-es év első versenyén elért 73,64 méterrel teljesítette a tokiói olimpia kvalifikációs szintjét. A szezon közepén bejelentették, hogy Wlodarczyk kihagyja a világbajnokságot, hogy egy térdműtétet elvégezzenek rajta. A műtét utáni több hónapos rehabilitáció után így az olimpiai felkészülés zavartalan lehetett.
2020-ban versenyen nem indult, megvált addigi edzőjétől Krzysztof Kaliszewskitől, 2020 szeptembere óta a horvát Ivica Jakelić irányításával készül.
A 2021-re halasztott tokiói olimpia előtt a szezonbeli legjobbja 77,93 méter volt. Az olimpia legnagyobb esélyesének a világbajnoki címvédő amerikai DeAnna Price számított, aki 80,31 métert dobott már a szezonban. Az olimpiára azonban sérült lábbal érkezett, a bokájában törött el egy csontja, így Włodarczyk esélyei megnőttek. A lengyel versenyző élni is tudott ezzel, 78,48 méteres dobásával megszerezte harmadik olimpiai bajnoki címét. Ezzel ő lett az első női atléta, aki ugyanabban az egyéni számban három olimpiai aranyérmet is meg tudott szerezni.
2022 júniusában egy edzés után észrevette, hogy valaki el akarja lopni kocsiját. Włodarczyknak sikerült feltartóztatnia az elkövetőt a rendőrség kiérkezéséig, de a dulakodásban izomsérülést szenvedett, amit meg is kellett operálni. Emiatt a szezon hátra lévő versenyein így a világbajnokságon és az Európa-bajnokságon sem tudott elindulni.

## Egyéni legjobbjai
| Versenyszám   | Eredmény | Helyszín              | Időpont             |
| ------------- | -------- | --------------------- | ------------------- |
| súlylökés     | 13,25 m  | Toruń, Lengyelország  | 2006. augusztus 26. |
| diszkoszvetés | 52,26 m  | Poznań, Lengyelország | 2008. június 21.    |
| kalapácsvetés | 82,98 m  | Varsó, Lengyelország  | 2016. augusztus 28. |